# 福島連隊区
福島連隊区（ふくしまれんたいく）は、大日本帝国陸軍の連隊区の一つ。前身は福島大隊区である。当初は福島県の一部、後に同県全域の徴兵・召集等兵事事務を取り扱った。実務は福島連隊区司令部が執行した。宮城県の一部を管轄した時期もあった。1945年（昭和20年）、同域に福島地区司令部が設けられ、地域防衛体制を担任した。

## 沿革
1888年（明治21年）5月14日、大隊区司令部条例（明治21年勅令第29号）によって福島大隊区が設けられ、陸軍管区表（明治21年勅令第32号）により福島県の大部分が管轄区域に定められた。第2師管第3旅管に属した。この時、福島県の残り区域は仙台大隊区に属していた。
1896年（明治29年）4月1日、福島大隊区は連隊区司令部条例（明治29年勅令第56号）によって連隊区に改組され、旅管が廃止となり第2師管に属した。1898年（明治31年）9月16日、司令部が福島県信夫郡福島町字早稲田3番地に移転した。
1903年（明治36年）2月14日、改正された「陸軍管区表」（明治36年勅令第13号）が公布となり、再び旅管が採用され連隊区は第2師管第3旅管に属した。
日本陸軍の内地19個師団体制に対応するため陸軍管区表が改正（明治40年9月17日軍令陸第3号）となり、1907年（明治40年）10月1日、福島県内に若松連隊区が創設され、管轄区域の大幅な変更が実施された。1916年2月10日、連隊区司令部が福島市大字福島杉妻町12番地に仮移転し、同年5月31日、福島市大字曾根田字田尻3番ノ4に移転した。
1925年（大正14年）4月6日、日本陸軍の第三次軍備整理に伴い陸軍管区表が改正（大正14年軍令陸第2号）され、同年5月1日、旅管は廃され管轄区域は福島県全域となった。
この区域が終戦まで続くが、1940年（昭和15年）8月1日、福島連隊区は東部軍管区仙台師管に属することとなった。1945年2月11日、仙台師管は新設の東北軍管区に所属が変更された。同年には作戦と軍政の分離が進められ、軍管区・師管区に司令部が設けられたのに伴い、同年3月24日、連隊区の同域に地区司令部が設けられた。地区司令部の司令官以下要員は連隊区司令部人員の兼任である。同年4月1日、仙台師管は仙台師管区と改称された。

## 管轄区域の変遷
1888年5月14日、陸軍管区表（明治21年勅令第32号）が制定され、福島大隊区の管轄区域が次のとおり定められた。
- 福島県

信夫郡・安達郡・安積郡・岩瀬郡・南会津郡・北会津郡・耶麻郡・河沼郡・大沼郡・東白川郡・石川郡・田村郡・菊多郡・磐前郡・磐城郡・楢葉郡・標葉郡・西白河郡
1896年4月、連隊区へ改組された際に管轄区域の変更はなかったが、郡制施行による郡の統廃合により陸軍管区表が改正（明治29年12月4日勅令第381号）され、1897年（明治30年）4月1日に菊多郡・磐前郡・磐城郡が石城郡に、楢葉郡・標葉郡が双葉郡に変更された。
1903年2月14日、「陸軍管区表」が改正（明治36年勅令第13号）され、管轄区域に若松市が加えられた。
1907年10月1日、若松連隊区が新設されたことに伴い、管轄区域が陸軍管区表（明治40年9月17日軍令陸第3号）により次のとおり定められた。福島県区域は若松市・安積郡・安達郡・岩瀬郡・南会津郡・北会津郡・耶麻郡・河沼郡・大沼郡・東白川郡・石川郡・田村郡・西白河郡を若松連隊区へ移管し、仙台連隊区から福島県伊達郡・相馬郡と宮城県区域が編入された。また、新たに福島市が加えられた。
- 福島県

福島市・信夫郡・伊達郡・相馬郡・石城郡・双葉郡
- 宮城県

柴田郡・刈田郡・伊具郡・亘理郡・名取郡
1925年5月1日、陸軍管区表の改正（大正14年4月6日軍令陸第2号）に伴い若松連隊区が廃止され、旧若松連隊区の区域が編入され、宮城県区域を仙台連隊区へ移管した。その結果、管轄区域は福島県全域となり、廃止されるまで変更はなかった。

## 司令官
福島大隊区
- （心得）上利勝世 歩兵大尉：1888年5月14日 -
- 村上正積 歩兵少佐：不詳 - 1895年8月20日[11]
- 木下武夫 歩兵少佐：1895年8月20日[11] - 不詳

福島連隊区
- 小郷武 歩兵中佐：1896年7月2日[12] - 1902年1月22日
- 志賀範之 歩兵少佐：1902年1月22日 - 4月1日
- 桜井三平 歩兵少佐：1902年4月1日 - 1902年11月1日
- 山崎菅雄 歩兵少佐：1902年11月1日 - 1903年12月1日
- 椎名四郎 歩兵少佐：1903年12月1日 - 1907年1月1日
- 吉成蘭之助 歩兵少佐：1907年1月1日 -
- 塙兼吉 歩兵少佐：1908年12月21日 - 1911年9月26日
- 加藤房吉 歩兵少佐：1911年9月26日 - 1912年10月11日
- 陶山操 歩兵大佐：1912年10月11日 - 1914年5月11日
- 神戸次郎 歩兵大佐：1914年5月11日 - 1915年8月10日
- 別府方太郎 歩兵中佐：1915年8月10日 - 1917年8月6日
- 伊藤久太郎 歩兵中佐：1917年8月6日 - 1920年2月21日[13]
- 竹田津弥 歩兵中佐：1920年2月21日[13] - 1922年8月15日[14]
- 松永栄耕 歩兵大佐：1922年8月15日[14] -
- 牧野鉄弥 歩兵大佐：不詳 - 1928年8月10日[15]
- 佐藤正 歩兵大佐：1928年8月10日[15] -
- 真山周二 歩兵大佐：不詳 - 1935年8月1日[16]
- 佐藤要 歩兵大佐：1935年8月1日[16] - 1937年3月1日[17]

福島連隊区兼福島地区司令官
- 一色留次郎 予備役陸軍少将：1945年3月31日[18] -